# Кастиљоне (Мачерата)
Кастиљоне (итал. Castiglione) насеље је у Италији у округу Мачерата, региону Марке.
Према процени из 2011. у насељу је живело 27 становника. Насеље се налази на надморској висини од 523 м.